# Progress MS-07
Progress MS-07 (w oznaczeniach NASA jako Progress 68 lub 68P) – misja statku transportowego Progress, prowadzona przez rosyjską agencję kosmiczną Roskosmos na potrzeby zaopatrzenia Międzynarodowej Stacji Kosmicznej.

## Ładunek
Całkowity ładunek, który Progress MS-07  dostarczył na Międzynarodową Stację Kosmiczną ważył 2549 kg. Statek dostarczył żywność, paliwo (880 kg), wodę (420 kg) i inne zaopatrzenie.